# Harper Woods
Harper Woods ist eine Stadt im Wayne County von Michigan in den Vereinigten Staaten. Harper Woods ist ein Vorort von Detroit und Teil der Metro Detroit. Laut dem United States Census Bureau hat die Stadt eine Gesamtfläche von 6,8 km² mit 13.746 Einwohnern im Jahr 2019.

## Geschichte
Harper Woods wurde am 19. Februar 1951 aus dem, was von Gratiot Township übrig geblieben war, als Stadt gegründet. Es wurde ein Gründungsausschuss gewählt, eine Satzung ausgearbeitet und verabschiedet und ein Stadtrat gewählt. Die Stadt Harper Woods trat am 29. Oktober 1951 in Kraft, als die Satzung in Kraft trat und der erste Stadtrat vereidigt wurde.
Die Entwicklung von Harper Woods spiegelte das Wachstum des Großraums Detroit wider. Im Jahr 1955 wurde die Interstate 94 (I-94), die den östlichen Teil des Vorortes halbiert, genehmigt, und bald darauf wurde mit dem Bau des Eastland Shopping Centers begonnen. Das Eastland Center, eine der ersten Outdoor-Malls im Mittleren Westen, wurde 1957 eröffnet. Im Jahr 2001 feierte Harper Woods sein 50-jähriges Bestehen.

## Demografie
Nach einer Schätzung von 2019 leben in Harper Woods 13.746 Menschen. Die Bevölkerung teilt sich auf in 32,8 % Weiße, 59,8 % Afroamerikaner, 0,3 % amerikanische Ureinwohner, 2,2 % Asiaten und 4,6 % mit zwei oder mehr Ethnizitäten. Hispanics und Latinos aller Ethnien machten 0,8 % der Bevölkerung aus. Das mittlere Haushaltseinkommen lag bei 48.418 US-Dollar und die Armutsquote bei 17,4 %.